# Nexi
En la primitiva República Romana, los nexi eran ciudadanos empobrecidos, en general de la plebe, en tanto carecían de otras redes de contención, que se habían dado ellos mismos en prenda al acreedor. 
Si bien las referencias históricas son escasas y confusas, con lo que la opinión de los historiadores no es unánime, parece que por ese compromiso, llamado nexum, el deudor cedía legal (e incluso con fórmulas rituales) poder de dominio sobre su persona al acreedor, fuera de efectos inmediatos o aplazados hasta el momento de quedar incumplida la deuda. 
Eso incluía la posibilidad de que lo vendiera como esclavo, le diera cárcel o incluso muerte. Gradualmente atenuado (con medidas de garantes, contra la usura, etc.) sólo con la Ley Poetelia Papiria se pondría fin al nexum.
- Datos: Q6041632